# Новая Мильча
Новая Мильча (бел. Но́вая Мі́льча) — деревня в Красненском сельсовете Гомельского района Гомельской области Республики Беларусь.

## География

### Расположение
В 3 км от западной окраины Гомеля.

## Транспортная сеть
Транспортные связи по автодорогам, которые отходят от Гомеля. Планировка квартальная, застройка кирпичная и деревянная.

## История
По письменным источникам известна с XVIII века как слобода в Речицком повете Минского воеводства Великого княжества Литовского. Основана переселенцами из деревни Старая Мильча.
После 1-го раздела Речи Посполитой (1772 год) в составе Российской империи. В 1788 году владение фельдмаршала графа П.А. Румянцева-Задунайского. В 1816 году в составе Новиковской экономии Гомельского поместья Румянцевых, в Гомельской волости Белицкого уезда Могилёвской губернии. В 1834 году во владении фельдмаршала князя И.Ф. Паскевича. В 1881 году работали хлебозапасный магазин, мельница, лавка. В 1909 году — староверческая церковь.
В 1926 году работали почтовое отделение, школа. В 1929 году организован колхоз «Авангард», действовала ветряная мельница. С 1931 по 16 июля 1954 года центр Новомильчанского, потом Мильчанского сельсовета. Во время Великой Отечественной войны 26 ноября 1943 года освобождена от оккупантов. 77 жителей погибли на фронте. Центр Гомельской птицефабрики. Расположены павильон районного комбината бытового обслуживания, средняя школа, клуб, библиотека, детский сад, фельдшерско-акушерский пункт, отделение связи, столовая, 2 магазина.
Слобода Новая Мильча, относившаяся к Гомельскому уезду, в последующем входила в состав Красненского сельсовета Гомельского района Гомельской области; с февраля 1983 года исключена из учётных данных, включена с состав Железнодорожного района Гомеля (с 1983 года в границах Гомеля).

## Население

### Численность
- 2004 год — 251 хозяйство, 794 жителя.

### Динамика
- 1776 год — 29 дворов.
- 1788 год — 153 жителя.
- 1816 год — 59 дворов, 224 жителя.
- 1834 год — 80 дворов, 522 жителя.
- 1881 год — 154 двора, 707 жителей.
- 1926 год — 255 дворов, 1235 жителей.
- 1959 год — 1426 жителей (согласно переписи).
- 2004 год — 251 хозяйство, 794 жителя.

## Известные лица
- Ветошкин Виктор Дмитриевич — Полный кавалер ордена Славы.